# Birne (Heraldik)
Die Birne und der Birnbaum sind in der Heraldik eine gemeine Figur und können mit anderen Figuren im Schild oder Feld sein. 

## Birne
Dargestellt wird die Frucht des Birnbaumes. In der Regel erscheint im Wappen eine Birne mit einem Stiel und gelegentlich auch mit einem oder mehreren Laubblättern. Stiel und Blatt sind nicht wie beim Apfel zur Erkennung notwendig, da die Fruchtform selbst ein markantes Merkmal (birnenförmig) hat. Bevorzugt sind die Farben/Metalle Gold, Silber, Rot und Grün. Es werden ein oder drei Birnen nach den heraldischen Regeln als Wappenfigur genommen (balkenweis, pfahlweis oder 2:1) und regelgerecht ins Wappen gestellt. Oft wird die Normaldarstellung der Birne mit „fallende Birne“ blasoniert.
Eine Besonderheit ist die Dörrbirne oder Hutzel im Wappen von Ohmenhausen.

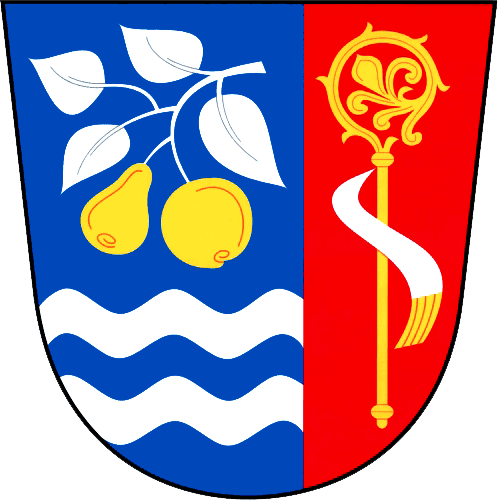
Wappen von Babitz
Drei Birnen im Wappen von Bieren
Wappen von Birr
Wappen von Worcester

## Birnbaum
Dargestellt wird ein Baum, feststehend oder ausgerissen. Er ist behangen mit Früchten, die eine typische Birnenform haben. Alle heraldischen Farben sind für Baum und Frucht möglich.
Viele oder eine in der Anzahl begrenzte Menge Birnen (für eine gewollte Aussage) werden am Birnbaum hängend dargestellt. Die Farbgebung des Baumes mit grüner Krone und beispielsweise roten Birnen wird nicht als heraldischer Verstoß gegen Farbregeln angesehen. Das gilt auch für silbernes Baumlaub und goldene Birnen. Eine kopfstehende Birne im Wappen ist in der Wappenbeschreibung zu melden.
Die Anzahl der Birnen ist allgemein überschaubar, bzw. zählbar und sollte in der Wappenbeschreibung erwähnt werden. Der Baum kann auch im Oberwappen sein.

Altendiez Silberner Baum mit goldenen Früchten
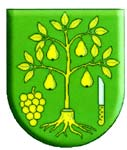
Birnbaum
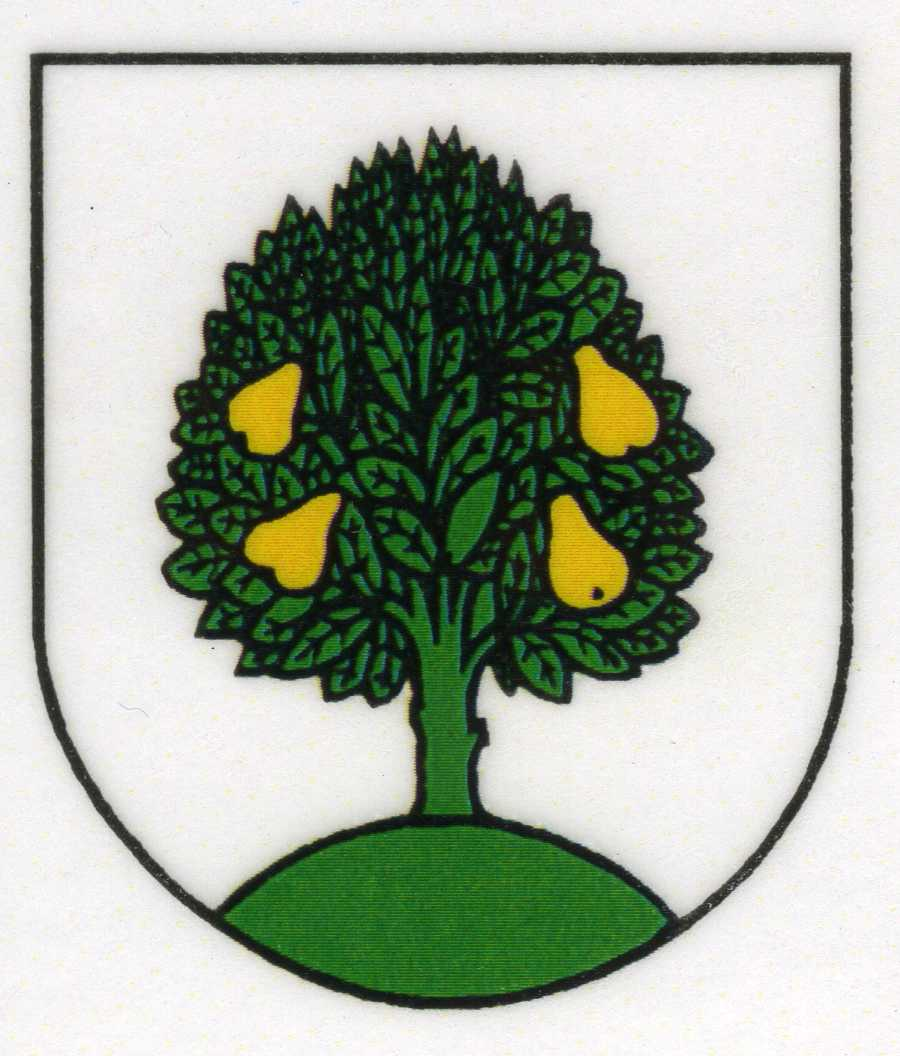
Birndorf
Dornbirn
Oberwil-Lieli Ausgerissener grüner Baum mit goldenen Früchten
Périers Grüner ausgerissener Baum mit grünen Früchten
Peraleda de San Román Besät mit fruchtenden Birnbaum
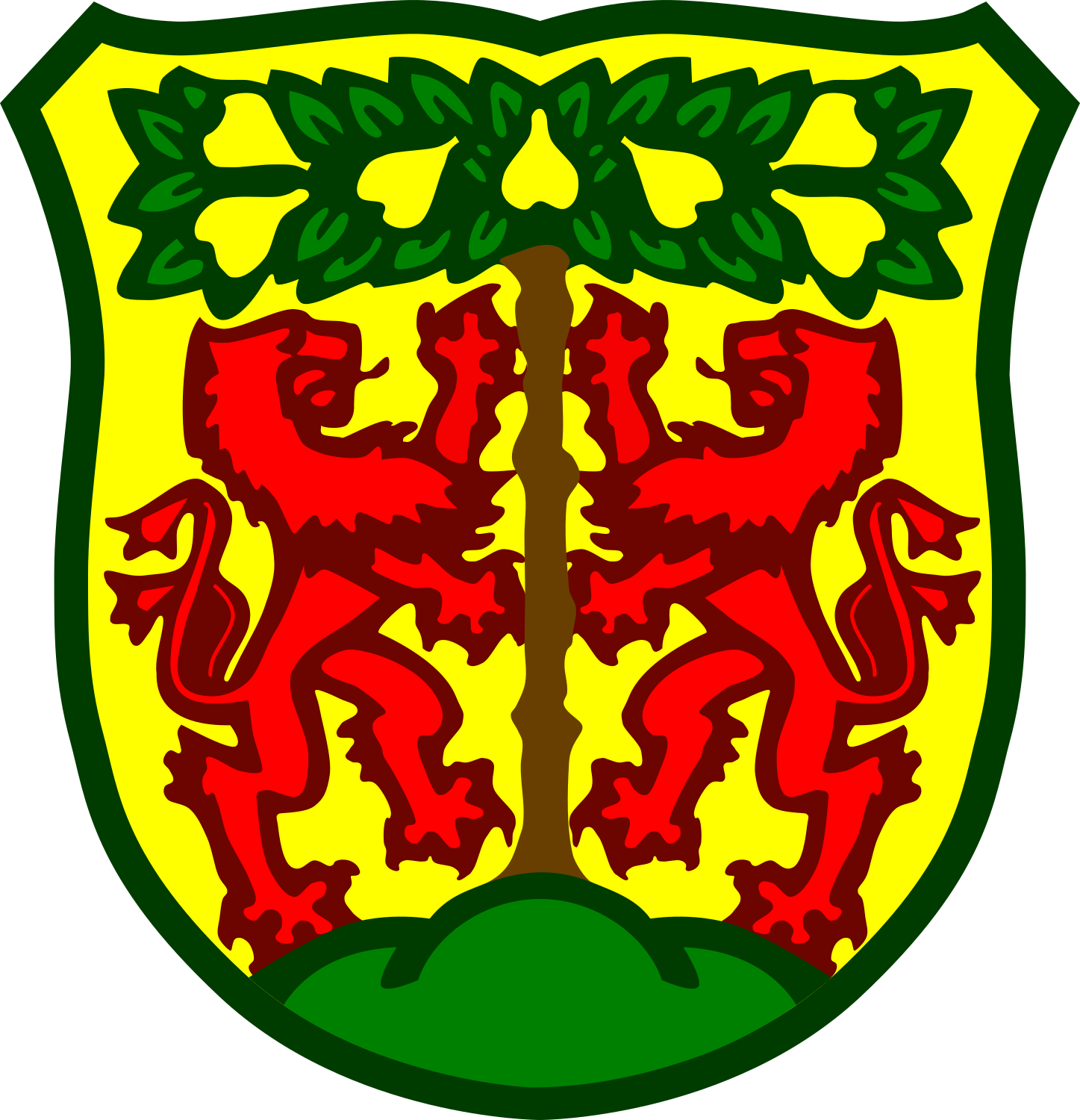
Pirna